# Ari Gold (Regisseur)

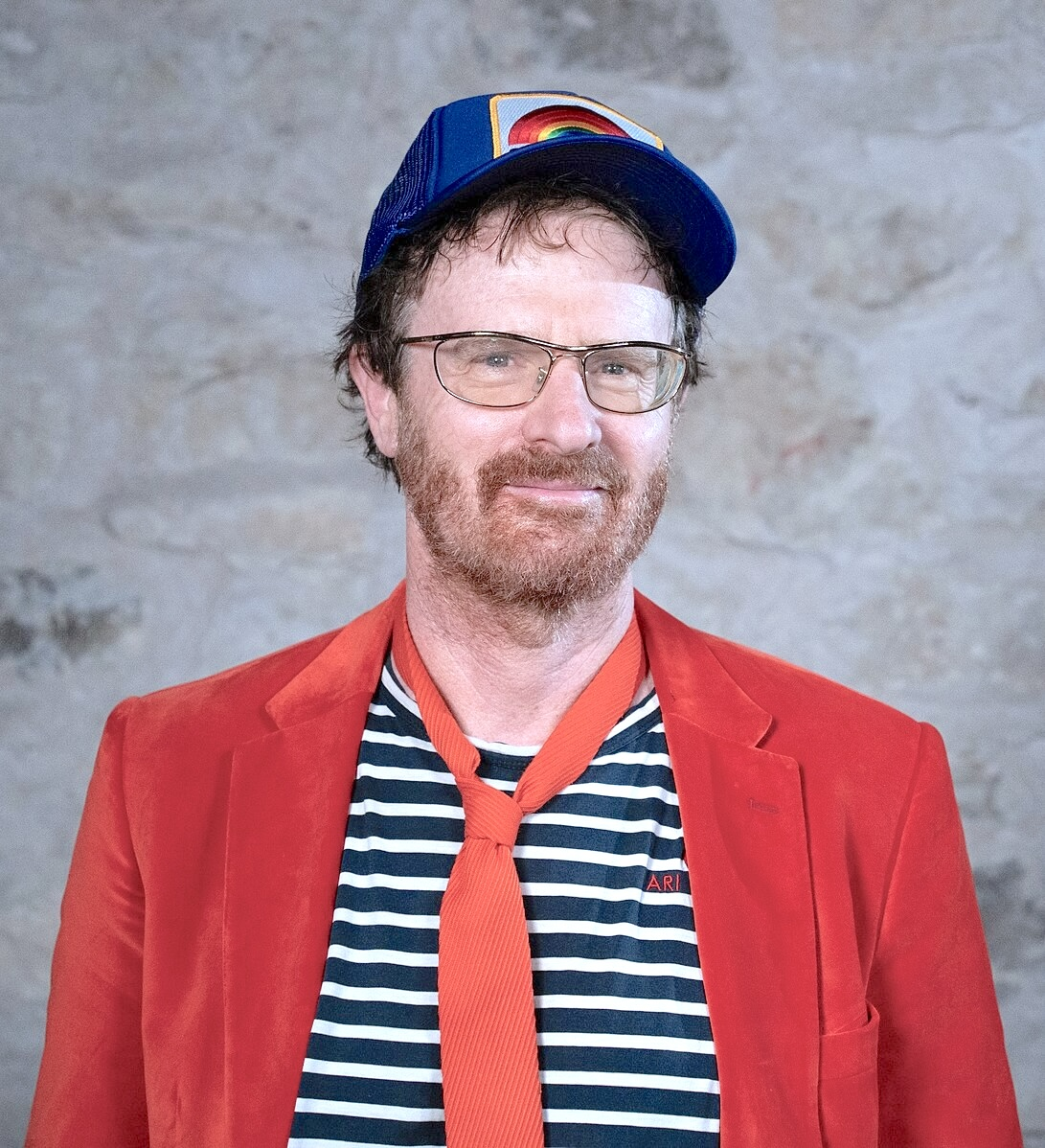
Ari Gold (2025)

Ari Gold (* 3. September 1970 in San Francisco, Kalifornien) ist ein US-amerikanischer Regisseur, Drehbuchautor, Filmproduzent, Schauspieler und Musiker.

## Leben
Ari Gold wurde 1970 als Sohn des Schriftstellers Herbert Gold und dessen zweiter Ehefrau Melissa Gold (geborene Dilworth) in San Francisco geboren. Sein Zwillingsbruder ist der Musiker Ethan Gold. Außerdem hat er eine Schwester und aus der ersten Ehe seines Vaters zwei weitere Halbschwestern. Er wuchs zunächst im San Franciscoer Stadtteil Cow Hollow auf. Seine Eltern trennten sich 1973, zwei Jahre später wurde die Ehe geschieden. Gold lebte danach bei seiner Mutter. Sie heiratete später erneut, auch diese Ehe wurde geschieden. Seine Mutter starb Ende Oktober 1991 zusammen mit ihrem Freund Bill Graham bei einem Helikopter-Absturz im kalifornischen Vallejo.
Gold studierte zunächst ein Jahr an der Stanford University und danach bis 1992 an der Columbia University. Danach wollte er zunächst wie sein Vater Schriftsteller werden, bevor er sich für die Filmkunst entschied und ein Studium an der Tisch School of the Arts der New York University begann. Ab Mitte der 1990er Jahre war Gold als Filmemacher und Schauspieler tätig. Zunächst drehte er Kurzfilme nach eigenen Drehbüchern. Im Jahr 2000 entstand der vom Unfalltod seiner Mutter inspirierte Kurzfilm Helicopter. Der Film erhielt mehrere Preise, darunter die Gold Medal der Student Academy Awards 2000.
Im Jahr 2008 gab Gold mit der Filmkomödie Adventures of Power sein Spielfilmdebüt. Nach weiteren Kurzfilmen entstand Golds Drama The Song of Sway Lake (2018).
Neben dem Filmemachen ist Gold auch als Musiker aktiv. Er spielt die Ukulele, Keyboard und Schlagzeug in der Folk-Band The Honey Brothers und tritt gemeinsam mit seinem Zwillingsbruder Ethan Gold als Duo The Brothers Gold auf.
Gold hat einen Eintrag im Guinness Book of Records für das Anleiten des größten Luftschlagzeug-Ensembles („air-drumming“), wobei er am 7. Oktober 2012 insgesamt 2297 Luftschlagzeuger anführte.

## Filmografie (Auswahl)
Regisseur und Drehbuchautor
- 1995: Nonstop Pyramid Action (Kurzfilm)
- 1996: Frog Crossing (Kurzfilm)
- 1999: Culture (Kurzfilm)
- 2000: Helicopter (Kurzfilm)
- 2008: Adventures of Power
- 2011: Lucas Gets Kidnapped! (Kurzfilm)
- 2011: FRED Learns to Airdrum with Power (Kurzfilm)
- 2018: The Song of Sway Lake
- 2025: Brother Verses Brother

Schauspieler
- 1995: Nonstop Pyramid Action (Kurzfilm)
- 1996: Frog Crossing (Kurzfilm)
- 1999: Culture (Kurzfilm)
- 2000: Groove – 130 bpm (Groove)
- 2000: Helicopter (Kurzfilm, Sprechrolle)
- 2001: Plead (Kurzfilm)
- 2001: Who Is A.B.?
- 2001: Eight (Kurzfilm)
- 2002: On_Line
- 2002: Unforeseen
- 2004: Invitation to a Suicide
- 2005: The F Word
- 2007: Revolution Summer
- 2008: Adventures of Power
- 2011: Another Earth
- 2011: Lucas Gets Kidnapped! (Kurzfilm)
- 2011: FRED Learns to Airdrum with Power (Kurzfilm)
- 2016: Azure (Kurzfilm)
- 2018: Los Angeles Overnight
- 2020: BSA Live
- 2025: Brother Verses Brother